# 15e groupe d'autos-mitrailleuses et autos-canons
Pour les articles homonymes, voir 15e groupe (unité militaire).
Le 15e groupe d'autos-mitrailleuses et autos-canons (ou 15e GAMAC), est constitué en décembre 1914, en même temps que les 13e et 14e groupes, lors de la deuxième vague de mise à disposition de l'armée française de ces petites unités d'artillerie légère mobile, au début de la campagne contre l'Allemagne.

## Création, dénominations et affectations
Constitué à Vincennes en décembre 1914, le 15e groupe d'autos-canons de 37 mm de la Marine reste placé sous l'autorité du Gouvernement militaire de Paris jusqu'au 9 mai 1915.

Il rejoint le secteur de la 10e Armée le 11 mai et enchaîne les affectations, ce qui amène son commandant à écrire à l'inspecteur des autos-canons en septembre 1915 :

« Depuis son départ au front, ce groupe a reçu 9 affectations différentes : quartier général de la 10e armée, 7e dragons, 15e chasseurs, 22e régiment de dragons, groupement des autos-canons, 7e hussards, 35e brigade d'infanterie, à nouveau 7e hussards, 3e corps de cavalerie, le tout en 4 mois. Il a dépendu, à l'échelon supérieur, de 2 corps de cavalerie, d’un corps d'armée et de 3 armées différentes !  »

De septembre 1915 à sa dissolution comme groupe de Marine en mai 1916, le groupe est affecté à la 3e division de cavalerie.

Dès sa reconstitution comme unité de cavalerie au front en mai 1916, le groupe est rattaché à la 4e division de cavalerie, affectation qu'il conserve jusqu'à la fin des hostilités.

## Historique des campagnes et batailles

### Campagne contre l'Allemagne
1914-1915
- De décembre 1914 à fin janvier 1915, le groupe est à l'instruction à Vincennes.
- Du 30 janvier 1915 au 9 mai 1915, il participe à la DCA (Défense contre aéronefs) de la zone ouest du camp retranché de Paris. Le groupe est positionné à Saint-Cyr, près de Versailles.
- 10 mai, début du mouvement vers le nord pour se rendre à Magnicourt-sur-Canche pour prendre les ordres de l'état-major de la 10e Armée.
- Du 12 au 24 juin, regroupement temporaire avec les 5e, 8e, 11e, 12e groupes d'autos-canons de la Marine et la Batterie Drouet.
- Entre le 16 août et le 11 septembre, service aux tranchées à Foucaucourt-en-Santerre puis à Berles-au-Bois (Pas-de-Calais).
- Prise de services en tranchées début décembre non loin de Lunéville à Arracourt dans la forêt de Parroy.

1916
- De janvier à fin mars, poursuite du service en tranchées à Arracourt.
- Pas d'activité notable entre avril et début décembre 1916.
- 9 décembre 1916, prise de service en tranchées entre Soupir et Condé-sur-Aisne jusqu'au 21 janvier 1917

1917
- Pas d'activité notable entre février et début juin 1917.
- Du 22 juin au 21 novembre, le 15e groupe assure un service aux tranchées à l'est de Reims dans le secteur de La Pompelle. Après avoir bénéficié de cinq semaines de repos et d'instruction, il reprend ce service le 27 décembre 1917 pour le terminer quelques semaines après.

1918
- Le service de tranchées se termine à la mi-janvier, ce qui permet au 15e groupe de cantonner à l'arrière du front dans l'Aube près de Nogent-sur-Seine jusqu'à la fin février. Puis, il passe les trois premières semaines de mars au château de Saran à Chouilly près d’Épernay avec les 3e, 4e, 6e et 8e groupes.
- Engagements à l'est de Roye (Somme) du 25 au 28 mars, puis à Orvillers (Oise) les 30 et 31 mars.
- Engagements à Ville-Savoye, près de Fismes (Marne) du 27 au 31 mai, puis à Château-Thierry du 1er au 5 juin.
- Engagement à Chaudun (Aisne) le 18 juillet.
- Engagements dans la Somme vers Montdidier, Fescamps, Tilloloy, du 9 au 17 août.
- À partir du 29 septembre, le 2e corps de cavalerie et tous ses GAMAC (les 3e, 4e, 6e, 8e, 9e, 10e, 15e et 17e GAMAC) gagnent Roeselare (Roulers) pour être engagés dans la bataille de la Lys et de l'Escaut jusqu'à l'armistice.

### Après l'armistice en Belgique
1918
- Deuxième quinzaine de novembre, le 15e groupe fait mouvement en Belgique (Grammont, Liedekerque), et près de Liège.
- Le groupe quitte Liège le 15 décembre pour gagner l'Allemagne via le Luxembourg. Il arrive à Simmern (50 km à l'ouest de Mayence), le 26 décembre 1918.

### Troupe d'occupation en Allemagne
1919
- Après deux mois et demi de stationnement à Simmern, le 15e groupe prend ses quartiers à Nieder-Ingelheim (aujourd'hui Ingelheim am Rhein), non loin de Mayence au moins jusqu'à la fin de 1919.

1920-1922
- Malgré le rattachement du 6e régiment de cuirassiers, régiment d'affectation organique du 15e groupe, à l'Armée du Rhin, on n'a pas de trace de tous ses stationnements en 1920 et au premier semestre de 1921, sa base est Dusseldorf.
- Le 8 mars 1921 les troupes françaises, dont les 4e, 14e et 15e groupes d'automitrailleuses de cavalerie (AMC) devenus escadrons d'automitrailleuses de cavalerie franchissent le Rhin et en occupent la rive droite. Ils sont désormais réunis dans le 4e groupe d'escadrons d'autos-mitrailleuses de cavalerie, sous les ordres d'un chef d'escadron[2].

## Commandants du15egroupe
- Période Marine[3].
  - Lieutenant de vaisseau Camille Hergault (décembre 1914 - 20 avril 1916).
  - Lieutenant Alexandre Langlamet, par intérim du 3 au 15 mai 1916.
- Période Cavalerie[4]
  - Capitaine Danjou (15 mai 1916 - courant juin 1916).
  - Capitaine Le Poupon, fin juin 1916 - janvier ou février 1917).
  - Capitaine Louis Chrétien-Lalanne (4 mars 1917 - 3 octobre 1917).
  - Capitaine Jehan de Lastic-Saint-Jal (3 octobre 1917) - 17 février 1919).
  - Capitaine Émile Lechevalier, prend le commandement avant le 26 février 1920, le conserve au moins jusqu'en juin 1922.

## Pertes du groupe en opérations
La totalité des pertes du 15e groupe identifiées à ce jour mettent hors de combat 26 hommes. Elles surviennent lors des engagements brefs et violents qui exploitent toutes les qualités de ce type d'unité (mobilité, puissance de feu, audace et compétence des hommes), dits « engagements AMAC ».
Parmi les victimes, on compte :

- non-officiers, en février – mars 1916 dans les engagements près de Lunéville : 3 blessés, et en 1918 lors de 3 engagements en France et 1 en Belgique : 13 blessés, 1 tué, 2 morts des suites de leurs blessures et 1 mort des suites de maladie contractée au service.
- officiers : 2 blessés en août 1917, 2 blessés et 1 tué le 27 mai 1918 à Fismes, 1 tué à Ingelmunster (Belgique) le 16 octobre 1918.

| Grade              | Nom                        | Date de blessure/décès/disparition               | Circonstance    |
| ------------------ | -------------------------- | ------------------------------------------------ | --------------- |
| Maréchal-des-logis | Charles Jean Fouillade     | Mort des suites de ses blessures le 27 mai 1918  | Engagement AMAC |
| Sous-lieutenant    | Hubert de Hérissem         | Tué le 27 mai 1918                               | Engagement AMAC |
| Lieutenant         | Olivier de la Poëze        | Tué le 16 octobre 1918                           | Engagement AMAC |
| Soldat             | Louis François Parthonnaud | Tué le 27 mai 1918                               | Engagement AMAC |
| Maréchal-des-logis | Émile Retel                | Mort des suites de ses blessures le 11 août 1918 | Engagement AMAC |
| Soldat             | Édouard Armand Roux        | Mort le 2 novembre 1918                          | Maladie         |

## Distinctions
Le 15e GAMAC est cité deux fois à l’ordre du 2e corps de cavalerie, la seconde citation est réévaluée en citation à l'ordre de l'armée.
- Avril 1918 :

« Le 15e Gr. AMAC, sous le commandement du Cne de Lastic-Saint-Jal a montré les plus belles qualités d’audace et de mâle courage concourant de la façon la plus efficace aux opérations du 27 au 30 mars, éclairant et couvrant la division, harcelant l’ennemi en mains endroits différents, maintenant les liaisons et rapportant des renseignements toujours contrôlés. Le 30, ce groupe appuyait encore la c/attaque et contribuait à maintenir par la hardiesse de tous l’efficacité de ses feux. »

- Citation à l'ordre de la 3e armée du 8 mai 1918 :

« Pendant les combats sous le commandement du Cne de Lastic-Saint-Jal le groupe a combattu avec une ardeur et un dévouement qui ont fait l’admiration des zouaves et des tirailleurs, accompagnant les vagues d’attaque, les précédant au besoin, a, par ses feux meurtriers exécutés à petite distance, contribué largement au succès de notre Infanterie,. »

## Personnalité ayant servi au sein du groupe
- Jacques Lemaigre Dubreuil, sous-lieutenant de réserve, industriel, résistant. Il commande une section du 15e groupe d'octobre 1917 à mars 1919.

## Matériels
- Lors de sa constitution

En tant que groupe d'autos-canons de la Marine, le 15e groupe est équipé d'autos-canons sommairement blindés, construits sur un châssis Peugeot torpédo type 146, de 1913, muni de son moteur 18 HP et d'autos-mitrailleuses sur châssis Renault ED, type 1914, dotées d'une faible protection blindée, munies d'un moteur 18/20 HP.
- Dotation en blindés modèles 1915

Le 15e groupe reçoit les nouvelles modèles d'autos-canons et d'autos-mitrailleuses blindés à l'épreuve de la balle perforante allemande (dite balle S) fin janvier 1915. Début 1917, le groupe reçoit quelques Peugeot modèle 1915 transformées en autos-mitrailleuses (Voir la photo dans l'infobox) pour respecter le nouveau Tableau des effectifs de guerre des groupes d'autos-canons et d'autos-mitrailleuses du 12 novembre 1916.  
- Dotation en autos-mitrailleuse-canon White TBC

Comme les autres GAMAC appelés sur les Théâtres d'opérations extérieurs, le 15e groupe a été doté d'autos-mitrailleuse-canon construits selon les dessins et brevets de MM de Ségur et Lorfeuvre sur des châssis américains White TBC. On ignore cependant la date à laquelle ces véhicules ont été remis au groupe.